# トキメキファンタジー ラテール
『トキメキファンタジー ラテール』は、韓国のActozSoft社が開発した横スクロール型のMMORPG『LaTale』の日本版、及びこれを原作とするメディアミックス作品群の総称。

## 概要
日本ではゲームポットが運営していたが、運営移管によりHappy Tukによってサービスが行われている。
女性をメインターゲットとしたゲームであるため、キャラクター・モンスター・NPC共に可愛らしく描かれており、ほのぼのとした童話調の世界観で描かれているのが特徴。また、アバター要素が豊富なのが特長であり、キャラクター毎に全く違った個性を出す事ができる。

### サービス提供
ハンゲームでのサービス提供は2009年5月14日から2018年2月28日まで行われていた。韓国と日本以外にもアメリカと中国でサービスが提供されている。

### メディア展開
- インターネットラジオ番組『らてらじ』『らてらじ2』を当作品の情報番組として公式サイトより配信している。
  - 2011年4月より、ニコニコ動画において公式コミュニティを開設。ゲームやイベントに関する生放送や関連動画の不定期配信を行っている。
- 関西テレビ製作の連続ドラマ『白い春』のストーリー内で本作品が登場した[4]。
- スレイヤーズ - 衣装や期間限定クエスト、ペットとしてポコタが登場した。
- VOCALOID - 『初音ミク』、『鏡音リン・レン』の衣装、『ねんどろいど ぷち』（マスコットに相当）が期間限定販売。過去に合計2回コラボレーションされており、2回目のラテールとのコラボレーションにおいては『MEIKO』、『KAITO』、『巡音ルカ』の、それぞれの衣装と『ねんどろいどぷち』が1回目コラボレーション時販売の復刻版衣装と同時に期間限定販売された。2014年には歴代雪ミクが実装される。
  - VOCALOIDとのコラボは、ゲームポット運営のものでは『スカッとゴルフ パンヤ』以来2作目となり、2014年は『スカッとゴルフ パンヤ』『Paperman』と同時コラボレーションとなる。
- ふたりはプリキュア - 第1作のコラボレーション。衣装や期間限定クエスト。
- 西尾維新アニメプロジェクト - 化物語、刀語のアニメキャラクターとの期間限定コラボレーション。
- 犬夜叉 - 衣装や期間限定クエスト、エモーション「風の傷」などが販売された。コラボものとしては、衣装が初のダーツ販売だった。
- らんま1/2 - 衣装や期間限定クエスト、エモーション「火中天津甘栗拳」などが販売された。
- 魔法少女まどか☆マギカ - 衣装(+髪型)やキュゥべえマスコットの販売、期間限定クエストなど。まどか衣装のみダーツでの販売となった。
  - 魔法少女まどか☆マギカは、『スカッとゴルフ パンヤ』『Paperman』と同時コラボレーションとなる。
- とある科学の超電磁砲S - 衣装+髪型+声変わリングをダーツで販売、ゲコ太衣装の販売、期間限定クエスト。
  - とある科学の超電磁砲Sは、『スカッとゴルフ パンヤ』『Paperman』『Shadow of Eclipse』と同時コラボレーションとなる。
- 劇場版 魔法少女まどか☆マギカ - 衣装(+髪型)やキュゥべえマスコットの販売、期間限定クエストなど。前回コラボで登場しなかった魔法少女服がダーツに追加された。

## プレイ環境

### あらすじ
昔、ジエンディア大陸にデル族という神秘的な力と驚くべき能力を持つ少数民族がいた。彼らは人々から尊敬されていたが、その力を恐れた魔王によって邪悪な蛇の妖怪・アガシュラ達に滅ぼされたと伝えられていた。
そして現代。人々の間で「イリス・リヴィエール」という少女の噂が広まる。「虹のイリス」と呼ばれる彼女は、滅びたと思われたデル族の末裔でありジエンディア大陸を旅して世界の各地にイリスの石塔を作ったが、彼女が石塔を作った理由や彼女の旅の目的を知る者は誰もいなかった。
遺跡冒険家の主人公は、ジエンディア大陸の外れにある山奥の都市・ベロスの中心にあるイリスの石塔から現れたイリスの映像から「貴方の力が必要なのです…必ず、私を見つけて下さい」というメッセージを受ける。
一体ジエンディア大陸に何が起こっているのか? そして、イリスは主人公に何を伝えようとしたのか?

### ゲームの世界観
現代世界の東アジアによく似た世界観。巨大都市エリアスを中心に様々な都市が連なっている。国家元首は二人しか登場していない（その内片方は国家元首かどうかすら不明である）。プレイヤーはイリスの残した足跡を辿り、ジエンディア大陸をはじめ海中や宇宙まで旅をすることとなる。

### 不正対策
ネットムーブ社の「nProtect GameGuard」というオンラインゲームセキュリティを当初導入していた。その後、2008年10月29日のメンテナンス時においてゲームポット独自の新ゲームガードシステムが導入された。

### サーバー
ゲーム内には「ルビー」「サファイア」「エメラルド」の3つのサーバーがあり、各サーバー内には複数のチャンネルが存在していた。現在はルビーのみ。
2009年5月14日15時にハンゲーム専用サーバーとして「ダイヤモンド」が実装された。

### 定期メンテナンス
定期メンテナンス（アップデート）を毎週木曜日の9:00 - 17:00に実施している。メンテナンス中はプレイをすることはできない。なお、木曜日が祝日の場合は日程をずらして実施する。

### 日本での来歴
- 2006年
  - 12月15日 - 公式サイトオープン
  - 12月15日 - 12月17日 - 第1次クローズドβテスト
  - 12月22日 - 12月24日 - 第2次クローズドβテスト
- 2007年
  - 2月22日 - 2月24日 - クローズドβテスト おかわりっ!
  - 3月2日 - 4月25日 - オープンβテスト[5]
  - 4月26日 - 正式サービス開始[6]
  - 7月10日 - Windows Vistaサポート開始[7]
- 2008年10月29日 - nProtect GameGuard廃止、独自のゲームガードシステム導入
- 2009年
  - 3月19日 - パッケージ版「はじめてキット」発売
  - 5月14日 - ハンゲームからのサービス提供を開始
  - 7月9日 - アカウントハック事件が発覚し、パスワードを変更しないとログインできなくなる
- 2011年
  - 2月16日 - GMの顔ぶれが一新され、GMも名前以外はほぼ一般プレイヤーと同じ条件でプレイに参画すること、ラテール運営が公認したスタッフ用Twitterアカウントの新設が発表された[8]。なお、GM業務ではない一般プレイヤー条件の時にはキャラクター名先頭に［スタッフ］(半角カナ)とつくほか、［Gamepot]［GM]といった運営関係者専用の称号表示を行うことがある[9]。
  - 4月13日 ラテール公式スタッフのTwitterアカウントやラテール公式サイトとを連動する形で、ニコニコ動画生放送・ニコニコ動画にて公式コミュニティ (コミュニティ運営者はlatale_staffというラテール運営公式アカウントである)も開始した。また、2011年2月以前のGMがアイテムウィンドウのLPアイテムおすすめとして表示されていたが、その部分も新GMのおすすめ品にリニューアルされた[10]。
- 2012年4月27日 - ラテール 2nd season。ロゴ更新、新職業ソウルブレイカー系統の登場、転職レベルの緩和、ジエンディアのマップ再構築など多岐に渡る変更と調整がなされた[11]。
- 2018年
  - 2月28日 - ゲームポットおよびハンゲームでのサービスを終了[2]
  - 3月1日 - Happy Tukでのサービスを開始[3]
- 2019年
  - 10月16日 - iOS・Android用アプリ「ゆめいろファンタジーラテール」正式サービス開始[12]。
- 2021年
  - 8月31日 - iOS・Android用アプリ「ゆめいろファンタジーラテール」サービス終了[13]。

## 料金体系
基本料金無料（アイテム課金制）。一部アイテムを購入するためにはラテールポイント（LP）を使用する。
ゲーム内では3種類の通貨が存在する。
ラテールポイント（LP）
レートは1LP=10円。2010年3月までにチャージしていたゲームポットポイント（GP）があればGPをLPに変換することもできた。変換レートは1GP=1LP。
なお、GPはゲームポットコンテンツで使用可能な共通のポイントであり、2011年3月をもって失効した。失効前はGPをチャージしてからLPに変換するシステムであり、日本円とLPとGPのレートは同じであった。
リサイクル専用ポイント(Pt)
LPショップで購入した装備アイテムをSELLアイコンにドロップすることで、このポイントに還元される。
LPでは買えないリサイクル専用ポイント向けのアイテムも存在する。
ELY (エリー)
モンスターを倒したりアイテムの売買などで手に入れる。武器や防具、回復アイテムはELYを使用して入手する。

## ゲームシステム
本作品は2D横スクロールアクションゲームとなっている。

### プレイヤー操作
ショートカットウィンドウが画面内にあり、キーボードのキーをそれぞれの動作に振り分けることができる。また本作品はゲームパッドに正式対応している。ただし、複数の操作を自動化または簡略化する行為（キーボードマクロ）は認められていない。

### インスタントダンジョン(ID)
パーティを組むことにより突入できる。1つのパーティに1つのマップが振り分けられるため他のパーティが存在しない（いわゆる「横殴り」や「MPK」などが発生しない）。
後述するタイムアタックインスタントダンジョンを含め、1日の入場回数制限がかかっているダンジョンも存在する。

### タイムアタックインスタントダンジョン(TAID)
攻略時間制限と1日入場回数制限のあるインスタントダンジョン。
ほとんどのTAIDにおいては下限レベルと上限レベルが設定されており、該当の範囲のレベルにいないキャラクターはパーティーを組んでいても入場できない。
パーティーメンバー全員がTAIDから出てしまった場合、インスタントダンジョンは強制的にリセットされる。
攻略時間制限以内にTAIDラストにかまえるボスを撃破しないと、ミッション失敗扱いとなりクリア報酬が得られない。
攻略時間の残り時間が多ければ多いほど、つまり早くクリアできた者はより多くのクリア報酬を得られる可能性が高い。
一部のTAIDは8人パーティーで挑むことができる。

### コロシアム
一般的なコロシアムのようなプレイヤー同士の決闘の場(後述の決闘場が担当)やキャラクター/モンスターの決闘見物用の施設ではなく、プレイヤー2～4人のパーティーが、対するモンスターを倒すとすぐに新しいモンスターが次々と出現する特殊な挑戦型のインスタントダンジョンである。
キャラクターレベルに応じて初級、中級、上級、ボスの4種類の入り口があり、Lv11以上のキャラクターであればベロス出口近辺からコロシアムポータルまで入ることができる。
このコロシアムで拾うことができるアイテムから交換できる武器・防具・アクセサリが非常に高性能なため、これらのアイテムに適切なエンチャントを施した装備が必須と考えるプレイヤーの声を掲示板などのコミュニティで数多く見ることができる。なお、交換元となるアイテム(トパーズコインボックス等)や強化に必要なアイテム(下級コロシアムクリスタル等)の一部はオークションにかけることができる。

### 決闘場
バトルロイヤル形式で対決するシステム（いわゆるPvPシステム）でエリアスにある闘技場において可能。1対1から8人乱戦まで4段階存在し、プレイ中はプレイヤーキャラはレベル200となり相応のパラメータを得る。これにより本来のレベル差に関係なくプレイできる。ただし、実際は装備やスキルの面で低レベルキャラクターは劣勢である。

### ベリーさんのトキメキダーツ
課金式オンラインゲームによく見られる、いわゆる「ガチャ」。
様々なアイテムがランダムで手に入るミニゲームで、LPを使用してトキメキダーツを購入することによりプレイ可能。ここでしか手に入れられないアイテムも存在する。基本的に1等商品は期間限定で時期を逃すと入手不可能になるが、年末年始などに過去の1等商品が復活することもある。

### クエスト
各所の街にいるNPCから依頼される内容（クエスト）をクリアすることで、最初に提示されていた経験値・ELY・アイテム・名誉ポイントが報酬として取得できる。

### アップデート
新マップ・新サービスのみ記述。
- 2007年
  - 4月3日 - 闇の森追加・ドリスゲームレベル1実装
  - 4月26日 - 正式サービス開始・エルパ追加・LP（ラテールポイント）実装・LPショップ実装
  - 5月15日 - ポウ邸宅追加
  - 6月5日 - ドリスゲームレベル2実装
  - 6月12日 - 天空豆の樹塔追加
  - 6月19日 - ペット実装
  - 7月3日 - 海岸線フィールド・ベス・ジャングル地帯・クトガ遺跡・クトガ遺跡地下追加・4次スキル実装
  - 7月10日 - ボン様トンネル追加・対応OSにWindows Vistaを追加
  - 7月20日 - ボン様ランド・クッキーガーデン追加
  - 7月24日 - 怪しい商人の船追加
  - 7月31日 - 隼の城追加
  - 8月7日 - 赤龍の巣・厳冬のラビリンス追加・ギルドシステム実装
  - 8月28日 - ベヒーモスの腹の中・ストーントン村・ディノ紀の森・巨大竜の原生林・リリパット都市・エッグエッグ城・リリパットフィールド・水晶炭鉱追加
  - 9月28日 - トキメキダーツ実装
  - 10月9日 - ボンゴレ列車追加
  - 11月13日 - 生産システム実装
- 2008年
  - 1月22日 - 2次職・PvPシステム実装・アトランティス追加
  - 6月18日 - ボン様ランド領主館・トキメキボックス追加
  - 7月31日 - ジョアン・ファーム、複数のインスタントダンジョン追加。
  - 11月6日 - 不思議の島追加
- 2009年
  - 1月14日 - 鋼の都市追加・職業「エンジニア/マイスター」実装
  - 5月27日 - 時空の旅人・オプションリフレッシュシステム追加
  - 8月12日 - HELL's DOOR・必殺スキル追加、各種スキル仕様変更
  - 12月2日 - ギルドプラント、LPアイテムのリサイクルシステムを実装
- 2010年
  - 2月3日 - コロシアム追加
  - 4月27日 - 3次職メインクラス実装・ゼナディア追加
  - 6月10日 - ユーザーインターフェイス一新・アイテムロック機能実装
  - 7月1日 - au 携帯電話向けのラテールmobileをリリース[14]。月額課金型で提供されていた。7月5日にはDoCoMo、8月2日にはSoftbankへの対応が行われた。 2012年2月29日にサービス終了[15]。Android向けの『ラテール イリス物語』との直接の繋がりは無い。
  - 7月14日 - イイダコ神殿、クイズシステム実装
  - 10月20日 - 天空の大地。新大陸プレイオス・3次職サブクラスが実装
- 2011年
  - 2月29日 - モンスターインデックス。モンスター図鑑・クエスト・タイムアタックインスタントダンジョン (TAID と略される)が実装。
  - 4月27日 - ジエンディアは大騒ぎ。ドリスゲームLv3～7、パーティー範囲拡大、パーティーマッチシステム、声変わリングといった新機能の実装、他多数。[16]
  - 7月27日 - 解かれた古の封印。8人パーティーシステム、狐娘寺、ベルパ図書館、忘れられた庭園、TAID「シャングリラ」「ピラミッド」追加
  - 10月19日 - SecureOTP(ワンタイムパスワード)並びに外部ID(Yahoo! Japan、Twitter、Google、mixi)によるログインに対応。
  - 12月21日 - 星のゆりかごリリル。星くずの平原、シルバーブランチ邸宅、星座の崖、星のゆりかご追加。アイテム図鑑、釣りシステム実装。一部職業のバランス調整。
- 2012年
  - 2月8日 - モンスタータワーセカンド。モンスタータワーが最大130階から最大200階に拡張された。
  - 2月16日 - モバイル向けラテール新シリーズ『ラテール イリス物語』が、au one Market ならびにAndroidマーケットでサービス開始[17]。 3月5日にはDoCoMo dメニューでも公開が開始。Android 2.1以上に対応し、基本プレイ無料、一部アイテム課金型である。
  - 4月27日 - リニューアル『2nd season』。マップ・クエストの一新。メインクラスのスキルツリー変更による強化。ソウルブレイカー系の新しい職業系統実装等。
  - 7月25日 - 星のドワーフ倉庫。星のドワーフ倉庫追加。職業バランス調整。取引画面、ミニウィンドウ等のインターフェースリニューアル。
  - 10月31日 - ヴァナヘイム。嘆きの海岸、崩落の塔、崩落の塔最下層追加。職業バランス調整。バッジ、ネックレス追加。生産、ペットシステムリニューアル。シングル/パーティインスタンスダンジョンシステム等。
  - 12月20日 - 夕陽の平原。夕陽の平原、もっとぞくぞく村追加。新名誉「リーグオブモンスターズ」追加。アイテム説明ウィンドウ、クエストシステムリニューアル。
- 2013年
  - 4月24日 - NEW CLASS。4次職実装。漂流都市、イミル研究所追加。封印システム実装。既存インスタントダンジョンに入場制限数設定。キャラクタースロットを最大6に拡張。
  - 7月24日 - 真夜中のレストラン。スターリーキャッツ追加。エルアノール山岳地帯拡張。インターフェース改善。スターツリー実装。メインクラスの職業バランス調整。
  - 10月30日 - Break out！。サブクラスリニューアル。決闘システムリニューアル。魔法博物館追加。インターフェース改善。
  - 12月26日 - 時空の旅人NEXT。タイムアタック妖精樹/天空の仙境、ホワイトチャペル裏路地追加。スターツリー調整。インターフェース改善。ラッキースター販売。

## キャラクター
ラテールには6種類の1次職業と、10種類の2次職業、10種類の3次メインクラス職業とサブクラス職業がある。(2nd Season 実装時点においては、3次職ソウルロードのサブクラスは発表されていない)

### 職業

#### 1次職業
キャラクター作成時に、以下の5種類から選択する。
| 職業             | 特徴 | 装備可能武器           |
| ---------------- | --- | ---------------------- |
| ファイター       | 筋力が上がりやすい。率先して攻撃をする職業である。                                                                 | 両手剣、槍             |
| シールダー       | 体力が上がりやすい。専用の盾を装備することができ、打たれ強く、パーティーを組む時の根本となる場合が多い。           | 片手剣、鈍器、ナックル |
| マジシャン       | 魔法力が上がりやすい。火、水、風、地の4種類の属性の攻撃・補助魔法や、1次職で唯一の回復魔法を取得することができる。 | 杖、短剣               |
| レンジャー       | 鍵のかかった宝箱を開けられる唯一の職業。特定の武器で遠距離攻撃も可能。                                             | 弓、石弓、短剣         |
| エンジニア       | 全ての力が平均的。カバンを武器とし、「SMG」という補助機械を使用し攻撃ができる 。                                   | カバン                 |
| ソウルブレイカー | 魔法力を破壊の炎に変えて敵にぶつける近距離戦闘職。                                                                 | ソウルストーン         |

#### 2次職業
キャラクターのレベルが50 (2012/04/26以前まではレベル80)になると「2次職」に転職することができる。ただし2次職は1次職の完全上位互換ではなくスキルや装備の一部は使用できなくなる。

エンジニアだけはマイスターにのみ転職可能。転職した後カバンを使用できなくなる代わりにマドナグ（MG）を武器とする。
| 職業               | 転職可能な1次職  | 特徴 | 装備可能武器     |
| ------------------ | ---------------- | --- | ---------------- |
| ウォーロード       | ファイター       | 派生前のファイターと同じく安定した攻撃力を誇る。                                                                                           | 両手剣、槍       |
| ブレイダー         | ファイター       | 二刀という専用の武器を装備し、射程こそ短いものの機動力と攻撃速度に優れ、他職の追随を許さない攻撃力を誇る。                                 | 二刀             |
| テンプルナイト     | シールダー       | シールダーよりも更にパーティーで活躍出来るようにした職業である。回復スキルも取得できるが性能は低く、アーティストやマジシャンには及ばない。 | 片手剣、鈍器     |
| モンク             | シールダー       | 2次職で唯一ナックルが装備できる。テンプルナイトよりも攻撃に特化した職業である。                                                            | ナックル         |
| ソーサラー         | マジシャン       | 回復魔法が使用出来なくなった分攻撃力が大幅に増強された職業である。                                                                         | 杖、短剣、オーブ |
| アーティスト       | マジシャン       | ギターという専用の武器を装備し、攻撃力は他2次職に劣るものの、優秀な支援スキルが多く、パーティーで活躍しやすい。                            | ギター           |
| トレジャーハンター | レンジャー       | レンジャーより攻撃力とアイテム採取能力が高い。                                                                                             | 弓、石弓、短剣   |
| ガンスリンガー     | レンジャー       | 二丁拳銃を装備し、長距離射程から連続して攻撃が出来る。                                                                                     | 銃               |
| マイスター         | エンジニア       | SMGの他、ロボット(MG またはマドナグと呼ばれる)に搭乗しそれを駆使して戦う。                                                                 | マドナグ（MG）   |
| ソウルリーヴァー   | ソウルブレイカー | 暗黒の魔力を破壊の炎だけではなく護りの氷にもできるようになり、攻守両面を駆使できる。                                                       | ソウルストーン   |

#### 3次職業(メインクラス)
キャラクターのレベルが100になると「3次職(メインクラスと呼ぶ)」に転職することができる。ただし、3次職に転職するには3次職転職クエスト(レベル99から受けられる)をすべて消化しなければならない。
2012/04/27の2nd Season実装までは、3次職メインクラスの転職クエストは139開始、転職レベルは140であった。
3次職は職によって独自のポイントがあり、特定の条件をみたすことによりポイントを蓄積し、特殊スキルを発動させることができる。
| 職業                 | 転職可能な2次職    | 特徴 | 装備可能武器     |
| -------------------- | ------------------ | --- | ---------------- |
| ドラグーン           | ウォーロード       | 状況に合わせて近・中距離の攻撃を放ち、戦況を制する。                                                         | 両手剣、槍       |
| スラッシャー         | ブレイダー         | 優れた近距離攻撃により目前の敵を一掃、自らの能力を最大限まで引き出して高い殲滅力を誇る。                     | 二刀             |
| ホーリーナイト       | テンプルナイト     | 高い防御力と体力により、聖なる力で味方のサポートを行う。                                                     | 片手剣、鈍器     |
| ゴッドハンド         | モンク             | 素早いコンボ攻撃に一層磨きがかかり、ラッシュ攻撃に優れ、空中戦を自由に行う術を習得。                         | ナックル         |
| エレメンタルマスター | ソーサラー         | 高い魔力を活かした攻撃や、味方の素早さを上昇させるといった補助魔法等、攻守共に優れる。                       | 杖、短剣、オーブ |
| ミンストレル         | アーティスト       | 回復魔法や補助魔法で味方強化できる貴重なスキルを持ち、戦況を左右する。                                       | ギター           |
| ルーインウォーカー   | トレジャーハンター | 探検家特有のユニークなスキルを操り、遠距離攻撃に長け、さらにトラップ設置やお金を利用した知能戦を得意とする。 | 弓、石弓、短剣   |
| デュエリスト         | ガンスリンガー     | 特殊効果を持つ特殊カートリッジの装着が可能になり、大火力で戦況をひっくり返す力を持つ。                       | 銃               |
| マシーナリー         | マイスター         | 上空からの敵への奇襲、自分の操縦するMGの強化と、多様な戦闘スタイルで敵をかく乱。                             | マドナグ（MG）   |
| ソウルロード         | ソウルリーヴァー   | 暗黒の魔力を意のままに扱えるようになり圧倒的な力を誇る。                                                     | ソウルストーン   |

#### 3次職業(サブクラス)
3次職メインクラスとなったキャラクターは特定のクエストを消化し条件を満たすことにより、サブクラスに転職することができる。メインクラスとサブクラスは全部の戦闘装備を外すこと、30分間以上の間隔をあけることを条件に、いつでも特定の場所でメインクラスとサブクラスをスイッチ（転職）することができる。サブクラスはメインクラスのレベルにかかわらずレベル140からスタートし、クエスト消化フラグや経験値テーブルを共有しないため、好みのクラスを優先的に育てたり、均等に育てたりすることができる。
ソウルブレイカー系統(ソウルロード)のサブクラスは、2nd Season実装直後の時点では発表されていない。
| サブクラス       | 対応する 3次職 メインクラス | 特徴 | 装備可能武器 (サブクラス) |
| ---------------- | --------------------------- | --- | ------------------------- |
| ハイランダー     | ドラグーン                  | 混戦の中で活躍できる重量戦士。スパイラルソードを使った周囲攻撃に死角は無く、秘めたる力を解放して怒涛の連続攻撃を繰り出すことが可能。                                               | スパイラルソード          |
| ソードダンサー   | スラッシャー                | 「御剣術」と呼ばれる奥義を習得、剣は宙を舞い、まるで踊るような華麗な動きを見せ、中距離・長距離に優れた間合いにあわせた多彩な攻撃を得意とする。                                     | 飛燕剣                    |
| ダークナイト     | ホーリーナイト              | 攻守のバランスに優れた近接型の重量戦士。自らの命を犠牲に膨大な力を得る闇の力をもってどんな巨大なモンスターをも一撃で粉砕する力を持つと言う。                                       | ガントレット              |
| サイキッカー     | ゴッドハンド                | 怒涛のラッシュから繰り出されるコンボに加え、サイキックという新たな力を引き出すことと、コンボ数が高くなるほど自らの力を高めることが出来る能力で、あらゆる戦況に対応できる力を持つ。 | サイキックハンド          |
| ファントムメイジ | エレメンタルマスター        | 状況に応じて自らの力を爆発させる補助魔法を使うことができ、その身に秘めた膨大な魔力を武器に注ぎこむことで、魔術士ではできなかった近接戦闘で活躍する。                               | バトルサイズ              |
| マエストロ       | ミンストレル                | 楽団を率いて敵を攻撃する音律を生み出し、多数のモンスターやボスモンスターなどに対し、強力な力を発揮することができる。                                                               | タクト                    |
| ローグマスター   | ルーインウォーカー          | ローグナイフや短剣を用いて的確に相手の弱点を突いた強力な一撃を繰り出す。 | ローグナイフ＋短剣        |
| ジャッジメント   | デュエリスト                | 遠距離では銃撃が、近接戦闘では強力な剣技が待ち構え、死角の無い攻防が可能。 | ガンブレイド              |
| スターシーカー   | マシーナリー                | 人工知能を持った小型ロボット「ガーディアン」をメイン武器として使うほか、特殊機械を利用した補助スキルを使用し、戦況を有利な方向へと導く力を持つ。                                   | ガーディアン              |

### ステータス
レベル
経験値のゲージが100%（正確には100.01%）になる事によってレベルアップする。レベルが上がる事によりステータスが上昇し、スキル（後述）を憶えるための「スキルポイント」が「1」振られる。
ステータス
ステータスには筋力、体力、魔法力、幸運の4つがあり、レベルが上がる際に自動的にランダムで7ポイント上昇する。ランダムではあるが各職毎に上昇しやすいステータスがある。
また、モンスター図鑑(後述)を覚えることにより一定数値上がることがある。
属性値
地・火・水・風の属性により、マジシャン・ソーサラー・エレメンタルマスターの関連スキルやガンスリンガー・デュエリストのマガジン・マガジン拡張にダメージのボーナスが加わる。
属性抵抗値
地・火・水・風の属性抵抗数値は、特定属性の魔法攻撃を放ってくるモンスターの攻撃を軽減することができる。
スキル
サービス開始当初は、各地に存在するノンプレイヤーキャラから「スキル本」と呼ばれるものを購入して憶えていたが現在は廃止され、レベルアップなどで手に入れられるスキルポイントを振って習得することになる。スキルにはレベルアップでの取得のほかにクエストをクリアするなどのパターンもある。また、ELYを使用して手に入れるスキル（ELYスキル）も存在する。これは上記の本と同額でありその当時の名残といえるが、改訂前と改訂後のプレイヤーに差別をうまないためと考えられる。
必殺スキル
レベル125以上、かつ「DSコイン」というアイテムを元に必殺スキル習得書を手にした者が覚えることのできる強力なスキルである。スキルポイントは1レベルごとに2必要であり、一度スキル使用すると長時間(ほとんどの職業においては40秒～1分ほどである)利用できないという制約があるが、そのデメリットを補って余りある超火力を瞬発的に出すことができるスキルが多い。2次職、3次職メインクラスとその武器の数(ソーサラー・エレメンタルマスターに関しては武器の数ではなく火地風水の属性の数)だけ存在する。3次職サブクラスには必殺スキルは存在しない。
名誉
ギルド連合にたどり着いたプレイヤーが連合のギルドに入ると、名誉レベルと名誉ポイントが解禁となる。名誉ポイントを累積で一定数貯めると、名誉レベルが向上する。名誉レベルによりステータスに補正がかかる他、一定名誉レベル以上の条件付きで交換できるアイテムも存在する。そのアイテム交換の際には蓄積した名誉ポイントを支払う必要があり、名誉ポイントが不足した場合はクエストや指定モンスターの討伐により名誉ポイントを補充・蓄積しなおさなければならない。
モンスター図鑑
モンスターがまれにドロップするモンスター名のカードを使用することにより、図鑑を覚えることがある。図鑑を習得したモンスターは、いつでもモンスターのレベル、HP、属性(地上型、飛行型等)、生息地を確認することができる。図鑑を覚えた者は、モンスターによりステータス向上などの「モンスター効果」を得られるが、その効果はモンスターによってまちまちである。図鑑カードの習得成功率は基本的にモンスターのレベルやランクが上がるほど低くなる。
アイテム図鑑
エリアスの教官イグトに対象のアイテムを報告することにより、一定の確率でそのアイテムを図鑑として登録することができる。モンスター図鑑と同様に、アイテム図鑑の効果はさまざまである。
特殊スキル
発掘
特殊スキルを使い、ファッションアイテムや料理、生産材料等を発掘する事が出来る。
採鉱
特殊スキルを使い、鉱石や水晶を発掘する事が出来る。基本的にはつるはし(Lv1)だが、レアアイテムであるLv2習得書や、課金ペットのドリル(採鉱Lv3スキルを使える)により発掘を加速することもできる。
採集
特殊スキルを使い、草や一部特殊小型MOBを採集する事が出来る。

### ペット
大まかに分けて、ELYで購入出来るペット、LPショップと呼ばれる現金で購入出来るペットの2種類がある。基本性能は双方共に一緒であるが、LPショップで購入出来るペットの方は特殊な能力が追加される。

### パーティー
最大8人まで組む事ができる。ただし、8人パーティーが許可されている一部のインスタントダンジョン・タイムアタックインスタントダンジョン(TAID)を除き、インスタントダンジョンやTAIDは5人以上のパーティーを組んでいても4人までしか入ることができない。インスタントダンジョンには単独では入ることができないため、パーティを結成する必要がある。
なお、別々のIDに入るという目的でソロパーティ募集を行ったり、同じプレイヤーが2つ以上のPCとアカウントを併用することにより、擬似的に1人でIDに入るプレイヤーも存在する。

### ギルド
ギルドには3つ種類がある(秩序・中立・混沌)。作成したときに使った石によってギルドの内容が変わる。作成には150万ELY必要。最初は15人まで入れる。作成時必要になる石はほとんどのモンスターがドロップする。

### ギルド連合・名誉ポイント
エルアノール大陸のギルド連合(Lv21解禁)である条件を満たすことにより、「無限回廊」「暴風の監視者」等の「ギルド連合の」ギルド会員になることができる。これは先述のユーザーのキャラクター代表者がギルドマスターとして作成した秩序・中立・混沌のギルド(仮にここでは「ユーザーギルド」と呼称する)とは異なる概念である。
「ユーザーギルド」ではギルドミッションスクロールやプラントミッションエッグ、ギルドプラントの収穫物等によってギルドポイント(GP)を蓄積し、「ユーザーギルド」そのものをギルドメンバー全員で育成していくが、ギルド連合のギルドでは指定のモンスター・指定のクエスト消化により名誉ポイントを貯めることでキャラクター個人に名誉ポイントが蓄積される。一定値の名誉ポイントが貯まるとキャラクターの名誉レベルが上昇し、一定量の名誉レベルや名誉ポイントになれば、ステータス補正やアイテム交換などの優遇策がとられるようになる。

### アイテム関連
アイテム強化
鉱石とカプセルを使用し、武器や防具のアップグレードが出来る。成功率は耐久度マイナス2％の確率で、耐久度が102以上であれば一部の特殊な装備を除き必ず成功する。インスタントダンジョンなどで入手できる一部の特殊装備は耐久度によらない固定の強化確率が設定されている。
アイテムエンチャント
装備品のエンチャントは武器や防具に対して能力の追加を行う事ができる。レストランなどでパズルを購入する事で様々な能力を付加する事が出来る。能力のパズルにはレベルがあり、順番にエンチャントしていかなければならない。耐久度が105以上の場合は95パーセントの確率で成功するが、105以下になると次第に成功率が低くなるので注意が必要である。また能力を下げたい場合はキューブを使用する。
オプションリフレッシュ
エリアス都市のNPCトニオに一定額を支払うことにより、既存の天然エンチャント(青色表示)の内容をランダムに差し替えることができる。リフレッシュを行った場合、後付けしたエンチャント(紫色表示)は失われる。成功率は原則として50%。アイテム使用やタイトル使用により成功率を60%以上にすることも可能。リフレッシュ失敗時のアイテムの破損はない。
ペットのエンチャント
ペットに対して基本ステータス4種類（体力、魔法力、筋力、幸運）を上げる能力を付加できる。ペットには耐久力の概念がないので、失敗する事はない。ペットのレベルがエンチャント可能レベルである。
レベル20のペットに関しては、名誉レベルと名誉ポイントにより、レベル25までのエンチャントが可能となっている。

### 生産システム
キャラクターのレベルが10になると初級生産スキルを1種類のみ取得することができる。生産スキルを使用することにより生産の経験値が得られ、一定値に達すると生産レベルが上がり生産の成功率や品質が向上する。生産レベルが上がると上位の生産スキルを取得し生産できるアイテムを増やすことができるが、上位の生産スキルを取得するためには、一定のキャラクターレベルが必要である。最上位の熟練生産スキルについては2系統に分かれており、どちらかのルートを選択する必要がある。
武器製造
鉱石から、耐久の高い武器や、オプションの多くついた武器を作成することができる。
防具製造
糸玉や革から、耐久の高い武器や、オプションの多くついた防具を作成することができる。
(M)防具と呼ばれる、攻撃力などが上昇する特別なオプションのついた防具を作成することができる。
アクセサリー製造
鉱石から、イヤリング、指輪、精霊石を作成することができる。
細工術
キット、水晶、糸玉、革、鉱石、宝石を作成することができる。
錬金術
ゼリー、回復薬、抵抗薬、妙薬、食べ物を作成することができる。

## マップ
2nd Seasonの実装においてマップが再構築されたため、一部は構成が異なることがある。隣接する地域や移動時には注意が必要である。

### 街
| 名称              | 特徴 |
| ----------------- | --- |
| ベロス            | ゲームの始まりとなる小さな街。多くの冒険者の故郷である。 |
| エリアス          | 大陸で一番大きな街。フリーマーケットやオークションシステム（いずれもユーザー間でアイテムの取引ができる）や物品保管所の本店などがある。モデルは韓国。                                                                          |
| 龍京              | 大陸で人口が一番多い街。中国風の様式を醸し出している。夜景は「ジェンディアの宝石」と呼ばれるぐらい幻想的である。モデルは中国。                                                                                                |
| アオイチ          | 伝統と歴史に彩られた街。中心部には「黒月城」という大きな城が建っている。モデルは日本。 |
| エルパ            | 大きな港がある街。「真珠の港」などとも呼ばれている。モデルはエジプト。 |
| ベス              | 過去にククリー族の攻撃を受けて壊滅寸前となってしまったが、人々の見事な復興によって活気を取り戻した街。今では冒険者が来訪してククリー族は街に姿を現さなくなった。モデルは東南アジア。                                          |
| リリパット        | ジェンディア王国とは違い、人やウェイポイントなど何もかもが小さい都市。技術力は先進的である。 |
| アトランティス    | ジェンディア大陸とは異なる場所にある、科学力がとても発達した海底にある都市。 |
| ミッドガルド      | アトランティスよりはるか彼方に存在する場所。神のいる場所「ヴァルハラ」や宇宙船搭乗口(アスガルド)へと通じている。 |
| ビッグアップル    | エリアスの空港から行ける港湾都市、鋼の都市とつながるくず鉄の山と隣接し、モンスタータワーがある。モデルはニューヨーク。 |
| 鋼の都市          | エリアスの空港からビッグアップル経由で行ける技術都市。失われた古代アトランティスの科学を独自で進化させた者たちが住んでいる。                                                                                                  |
| ガマガエル村      | エリアスの空港から気球で行ける島。 |
| 妖精樹            | 時空の欠片[フェアリーテール]を使用すると移動できる。（エリアスのトニオが1,700ELYで販売） なお、時空の欠片はキャラの作成時期にもよるが、現在は原則としてキャラクターのレベルが40以上ないと利用が解禁されないようになっている。 |
| 天空              | 時空の欠片[天空の仙境]を使用すると移動できる。（エリアスのトニオが130,700ELYで販売） |
| ベーカー通り      | 時空の欠片[ミステリーゾーン]を使用すると移動できる。（エリアスのトニオが238,000ELYで販売） |
| 時空の狭間        | 特定条件を満たすと利用解禁となる（エリアスのトニオが261,800ELYで販売） |
| 隔室1 隔室2 隔室3 | アスガルドの格納庫・巨大プラント・D区画・HELL'sDOOR を区切る領域。NPCが一人ずつ、イリス石塔がひとつずつ存在する。 もともとは天空都市アスガルドという一つの都市だったが、トラブルによりこのように分断されてしまった。          |
| 虚空海            | 特定条件を満たしたプレイヤーがベロスの時計台ポータルから移動できる。役割としてプレイオスの混乱と紛争の制御を担っている。 |
| ギルド連合本部    | ベロスから虚空海経由で移動できる。プレイオス大陸南東部に存在する、ギルド連合本部を中心に作られた都市。 |

### 戦闘フィールド
括弧内は隣接する地域を表す。必ずしもモンスターのレベル順で書かれているとは限らない。
| 名称                 | 隣接する地域                                   | 概要 |
| -------------------- | ---------------------------------------------- | --- |
| ベロス地下洞窟       | ベロス -                                       | ベロスの時計塔付近からいける不気味な洞窟。野原地帯や山岳地帯のモンスターと同じくらいの強さなのでゲームを始めたばかりの時は行かないように。                                                     |
| 山林地帯             | ベロス -                                       | ベロスから行ける山々に囲まれた地帯。大雨の影響で直接エリアスに行くことができなくなってしまい、移動する場所も大幅に変わってしまった。                                                           |
| 枯れ木の森           | ベロス - プルトン神殿 ・プルトン神殿・エリアス | 大雨の影響で迂回路として通行されている。山林地帯にいた一部のモンスターもいる。 |
| 山林炭鉱             | 野原地帯 -                                     | 様々な鉱石を採取できる場所。一部地域にはモンスターがいる。 |
| 水晶炭鉱             | 水晶炭鉱 入場許可証 (モンスターのDROP)         | 山林炭鉱では出土しない宝石を採取できる場所。一部地域にはモンスターがいる。 |
| プルトン神殿         | 枯れ木の森 - エリアス                          | 4階建ての古代遺跡。だが今ではモンスターの住みかとなってしまっている。最上階に「大王ゴブリン」がいる。                                                                                          |
| エリアス地下水路     | エリアス -                                     | 大陸で最も発達した上下水道設備。 |
| レプリゼ雪原         | エリアス - アトランティス                      | エリアス空港を通って行ける雪原。一番奥には温泉があるらしい。 |
| イイダコ神殿         | エリアス(空港) -                               | ジエンディアに上陸した宇宙人であるイイダコ星人と天敵との戦いの場。 |
| 闇の森               | エリアス - ポウ邸宅                            | 昼でも薄暗い怪しい森。恐ろしい魔物が現れると恐れられている。 |
| ポウ邸宅             | 闇の森 -                                       | 他の大陸の建築様式で立てられた不気味な家。誰もいないのに悲鳴を聞いた人も多い。 |
| 野原地帯             | エリアス - 山岳地帯 ・アリ洞窟・天空豆の樹塔   | 静かで穏やかな田舎道。中央のエリアには風車が建っている。 |
| ベヒーモスの腹の中   | 野原地帯（発掘） -                             | 野原地帯で入口を発掘をすると行けるダンジョン。通常の出口は無く、アイテムの使用か特定の行動で脱出できる。                                                                                       |
| 山岳地帯             | 野原地帯 - 龍京                                | 野原地帯とは一変して、ゴツゴツした岩などがそびえ立っている場所。猛獣も出現する。 |
| アリ洞窟             | 野原地帯 -                                     | アリ型のモンスターが住んでいる場所。最下部には「クイーンアント」がいる。 |
| 天空豆の樹塔         | 野原地帯 -                                     | 雲の上にまで続いているといわれる豆の木。最上部には「ビーナクイーン」がいる。 |
| 赤いさとうきび畑     | 龍京 - アルカディア                            | 夕焼けの空の下でずっと畑が続いているとても情緒的な場所。 |
| アルカディア         | 赤いさとうきび畑 -                             | 桃の木などが連なっている場所。その美しさのために「桃源郷」とも呼ばれている。 |
| 桜木の湖             | 龍京 - アオイチ                                | 桜が咲き誇る場所。湖の橋を渡ればアオイチに行ける。 |
| 黒月城               | アオイチ -                                     | アオイチの領主・黒月姫が住んでいる場所。迷路のように複雑でたくさんの忍者に守られている。「火付け」と「助走」スキルが無ければ入れない。                                                         |
| 隼の城               | アオイチ -                                     | 黒月城とは対立関係にある城 |
| 砂漠地帯             | アオイチ - ピラミッド遺跡 ・エルパ             | 名前通り、広い砂漠地帯。昔は盗賊が出没して危険な地域であった。 |
| ボンゴレ列車         | 砂漠地帯→エリアスへの一方通行                  | 砂漠の中を走る治安の悪い列車。 |
| ピラミッド遺跡       | 砂漠地帯 -                                     | 古いエルパの遺跡。古代の宝物が隠されているとの噂がある。 |
| ディノ紀の森         | ストーントン村 - 巨大竜の原生森                | ピラミッド遺跡から時空間を移動することにより行ける所。足場が入り組んでいる。 |
| 巨大竜の原生森       | ディノ紀の森 -                                 | ディノ紀の森の奥にある場所。影を避けながら移動しないと巨大竜に踏み潰される。 |
| ボン様トンネル       | エルパ - ボン様ランド                          | ボン様ランドに行けるトンネル。 |
| ボン様ランド         | ボン様トンネル - クッキーガーデン              | 偉大な冒険家ボン様が治めている島だが、呪いのせいで本来の姿ではない。 |
| クッキーガーデン     | クッキーガーデン -                             | 昔は美しい庭園があったが、呪いをかけられてその見る影も無い場所になってしまった。 |
| ボン様ランド領主館   | クッキーガーデン -                             | ボン様ランドを統治する館であったが、ボン様ランドやクッキーガーデンに引き続き、呪いをかけられて変貌させられた被害者がモンスターとして徘徊している。ボン様の冒険譚完結がプレイヤーを待ち受ける。 |
| 海辺                 | エルパ - ベス                                  | エルパからつながる海岸道。運がよければイルカ達に会えるかもしれない。 |
| ゼナディア           | 海辺 -                                         | 最近になって突如海辺に出現した巨大遺跡。 |
| 怪しい商人の船       | エルパ（シャチ号乗船券）                       | エルパから乗船券を使用して乗る。昼（シャチ号）と夜（幽霊海賊船）で姿が違う。 |
| ジャングル地帯       | ベス - クトガ遺跡                              | ベスを攻撃したククリー族が住んでいる場所。 |
| リリパットフィールド | ジャングル地帯 - エッグエッグ城                | 小人が兵隊を組んでいる所。舞台は高速道路など多種多様。 |
| エッグエッグ城       | リリパット                                     | 小人が集まる城。 |
| クトガ遺跡           | ジャングル地帯 - クトガ遺跡地下                | 古代の神であるクトガの遺跡。 |
| クトガ遺跡地下       | クトガ遺跡 -                                   | |
| ガマガエル山麓       | ガマガエル村 -                                 | - |
| 深淵の遺跡           | アトランティス - アクアリウム                  | ミッドガルドや転職センターへ続く道。 |
| アクアリウム         | 深淵の遺跡 - ミッドガルド                      | アトランティスとミッドガルドの間をむすぶ海底トンネル。 |
| ビフレスト           | ミッドガルド -                                 | 天へと延びる道。 |
| くず鉄の谷入口       | ビッグアップル -                               | ビッグアップルから鋼の都市までを繋ぐ通路。 |
| くず鉄の谷出口       | 鋼の都市 -                                     | 鋼の都市からくず鉄の谷の外までを繋ぐ通路。 |
| ファクトリー         | 鋼の都市 -                                     | 鋼の都市からくず鉄の谷の外に続いている。 |
| 花の渓谷             | エリアス（時空の欠片） -                       | 魔法使いや動く玩具がいる谷。 |
| 天空の仙境           | エリアス（時空の欠片） -                       | 天空に存在し、地上からきたモンスター達がいる。 |
| ホワイトチャペル     | エリアス（時空の欠片） -                       | 華やかな世界とはかけ離れた貧民地域。 |
| 格納庫               | アスカルド -                                   | 宇宙船が並んでいる。 |
| 巨大プラント         | アスカルド -                                   | 食料の自給自足を行うための巨大プラント。 |
| D区画                | アスカルド -                                   | 時空と遺伝子を研究した施設と言われていた。 |
| HELL's DOOR          | アスカルド -                                   | |
| エルアノール平原南部 | ギルド連合 -                                   | 大陸がひとつだった時代、エルアノールと呼ばれていた地域。ギルド本部が置かれている。 |
| エルアノール平原西部 | エルアノール平原南部 -                         | 獣人族軍を自称するコボルドが出没。 |
| エルアノール平原東部 | エルアノール平原南部 -                         | 魔法の木が生育しやすいらしい。 |
| エルアノール平原北部 | エルアノール平原南部/東部 -                    | 通称ゴブリン村。 |
| エルアノール山岳地帯 | エルアノール平原北部/虚空海 -                  | プレイオスの中でもギルド連合から最も離れた位置にある地域。 |
| 飛行艇墜落地帯       | エルアノール平原北部/山岳地帯 -                | 「帝国軍」の偵察部隊の飛空艇が墜落した地点 |
| ベルパ図書館         | 虚空海 -                                       | 知識の神「レダ」に仕える司書らがいる。 |
| 忘れられた平原       | 虚空海 -                                       | 人々から忘れ去られた場所。 |
| 星くずの平原         | 虚空海 -                                       | |

### インスタントダンジョン
モンスタータワーを除き、原則としてパーティーを組まないと入ることのできないダンジョン。(ゼナディアの「一人用」とされるダンジョンはパーティーの有無にかかわらず入場ができるモンスタータワー風のインスタントダンジョンである)
チャットルーム、ギルドルームのようにダンジョンではないがシステム実装上インスタントダンジョン形式になっている場所も存在する。
| 名称                                                            | 地域                                    | 概要 |
| --------------------------------------------------------------- | --------------------------------------- | --- |
| 赤龍の巣                                                        | プルトン神殿                            | プルトン神殿の4階から行くことのできる火に包まれたダンジョン。 |
| 厳冬のラビリンス                                                | ソプラノ雪原                            | ソプラノ雪原から行くことのできる氷に包まれたダンジョン。 |
| シャングリラ                                                    | アルカディア                            | アルカディア4から行くことのできるダンジョン。 |
| 十六夜の間                                                      | 黒月城                                  | 黒月城本館から行くことのできるダンジョン。 |
| 王の玄室                                                        | ピラミッド遺跡                          | 封印された女王の部屋・封印された王の部屋から行くことのできるダンジョン。 |
| ゴシックルーム                                                  | ポウ邸宅                                | ポウ邸宅6から行くことのできるダンジョン。 |
| 凍てつく心臓                                                    | クドガ遺跡地下                          | クドガ遺跡地下3から行くことのできるダンジョン。 |
| キメラ研究所                                                    | 深淵の遺跡                              | 巨人が跋扈するダンジョン。 |
| ヴァルハラ                                                      | ビフレスト最上段右側                    | 軌道エレベータを登り切った場所にあるダンジョン |
| ぞくぞく村                                                      | エリアス(4月27日以前は赤いさとうきび畑) | 龍京東に存在する滅びた村。レベルに応じて三つのクラス（レベル30、60、90）が存在している。 |
| 狐娘寺                                                          | 龍京                                    | レベルに応じて二つのクラス（レベル120、150）が存在している。 |
| コロシアム                                                      | ベロス                                  | ベロスのタウンポータル崩落現場に突如出現したポイント。 レベルに応じて4つのクラスが存在しているが、制限レベル外の場合は入場できない。制限レベルは初級(10～120)、中級(80～170)、上級(140～)、ボス(140～)となっている。 |
| ギルドプラントダンジョン                                        | ギルドルーム (プラント収穫時に限る)     | ギルドに所属する者は、ギルドの主催するギルドプラント収穫に参加することにより、ギルドプラントダンジョンへの入場権利を得ることができる。 制限時間は１時間、制限時間をオーバーすると最後に保存したイリス石塔へとワープする。 内容は山林炭鉱や水晶炭鉱よりもさらにレアアイテムが出やすくなった炭鉱、浸かっていると経験値が入り宝箱を撃墜することでアイテムが入手できる温泉、秩序と中立と混沌の3守護神が跋扈するボスの3種類、3段階のレベルが存在する。よって、ギルドプラントダンジョンは9種類存在することになる。 |
| トク様の部屋                                                    | ベヒーモスの腹の中                      | ベヒーモスの腹の中から行くことのできるダンジョン。 |
| モンスタータワー                                                | ビッグアップル                          | 200階建ての塔で、数少ないソロでのみ入ることができるインスタントダンジョン。各階のモンスターを順に倒していく。 131～200階は1日に3回までの入場制限がある。 |
| ガマガエルの森 ガマガエルの山 ガマガエルの洞窟 大ガマガエルの巣 | ガマガエル村                            | - |
| 魔法図書館                                                      | ベルパ図書館                            | 8人パーティで入ることのできるダンジョン |
| 忘れられた花園                                                  | 忘れられた庭園                          | 8人パーティで入ることのできるダンジョン |
| 星座の崖                                                        | 星くずの平原                            | |
| 星のゆりかご                                                    | 星くずの平原 - シルバーブランチ邸宅     | |

### タイムアタックインスタントダンジョン(TAID)
パーティーを組まないと入ることのできないダンジョン。かつ、1日で入場回数制限がある。
| 名称                         | 地域                                | 入場制限レベル | 概要                                                                               |
| ---------------------------- | ----------------------------------- | -------------- | ---------------------------------------------------------------------------------- |
| 赤龍の巣(初級)               | プルトン神殿                        | Lv50-Lv90      | プルトン神殿の4階から行くことのできる火に包まれたダンジョン。                      |
| シャングリラ                 | ギルド連合 - 無限回廊               | Lv70-Lv110     | 解かれた古の封印(2011/07大型アップデート)にて実装されたTAID                        |
| 赤龍の巣(上級)               | ギルド連合 - 無限回廊               | Lv110-Lv150    | 火に包まれたダンジョン。                                                           |
| ピラミッド                   | ギルド連合 - 無限回廊               | Lv125-Lv165    | 解かれた古の封印(2011/07大型アップデート)にて実装されたTAID                        |
| 厳冬のラビリンス(初級)       | ギルド連合 - 無限回廊               | Lv140-Lv185    | 氷に包まれたダンジョン。                                                           |
| 厳冬のラビリンス(上級)       | ギルド連合 - 無限回廊               | Lv180-         | 氷に包まれたダンジョン。                                                           |
| タイムアタック! 星のゆりかご | 星くずの平原 - シルバーブランチ邸宅 | -              | 8人パーティで入ることのできるダンジョン。 通常の「星のゆりかご」よりレベルが高い。 |